# Väino Uibo
Väino Uibo (ur. 7 października 1942 w Tartu, zm. 24 stycznia 2024) – estoński aktor teatralny, telewizyjny i filmowy, reżyser teatralny, polityk.

## Życie i kariera
W 1970 ukończył studia na Wydziale Sztuk Scenicznych Państwowego Konserwatorium w Tallinie. W latach 1970–1975 i 1977–1981 był aktorem teatru Vanemuine, w latach 1981–1989 Teatru Ugala.
Od 1998 do 2001 roku był dyrektorem Teatru Miejskiego w Kuressaare. Oprócz ról teatralnych wystąpił także w czterech filmach.
Od 1993 do 1998 był burmistrzem Elvy.

## Życie prywatne i śmierć
Uibo był żonaty z organizatorką kultury Riiną Uibo, z którą miał dwóch synów, w tym piosenkarza i polityka Toomasa Uibo. W 1989 roku rodzina przeniosła się do Szwecji. Uibo wrócił do Estonii w 1992 roku, po odzyskaniu przez Estonię niepodległości.
Uibo zmarł 24 stycznia 2024 roku w wieku 81 lat.